# 奥古斯都·艾迪生·古尔德
奥古斯都·艾迪生·古尔德（英語：Augustus Addison Gould，1805年4月23日—1866年9月15日）是美國贝类学家和软体动物学家。

## 生平

### 经历
古尔德出生于美国新罕布什尔州的新伊普斯维奇，1825年毕业于哈佛学院，5年后获得医学博士学位。他致力于研究软体动物，还发表了许多关于甲壳类动物和昆虫的著作，也因此获得了很高的社会地位。古尔德曾在哈佛任教两年，英国学者查爾斯·萊爾到美国进行学术调研时，就寻求了古尔德的帮助。1848年，古尔德成为美国哲学会会员，1856年被授予麻省总医院的客座医师称号，1864年起担任马萨诸塞州医学会主席。1866年9月15日，古尔德在波士顿去世，安葬于奥本山公墓。

### 学术成果
古尔德的学术论文常常出现于波士顿博物学会的学术期刊上。1848年与路易·阿加西共同著作了《动物学原理》。他亦曾编修过阿莫斯·宾尼的《美国及北美附近的陆生软体动物－第1卷》以及拉马克于1833年出版的著作《贝壳属》。
古尔德一生最为重要的两部著作是他于1841年出版的《马萨诸塞州无脊椎动物报告》和1852年美国政府出版的《软体动物与贝壳－第12卷》（由查尔斯·威尔克斯领导的美国探险远征队编纂），前者的第二版于1865年获得授权，并在古尔德去世后于1870年出版。1860年，古尔德还调研了北太平洋勘探和测量探险队收集的贝壳。
古尔德是美国乃至全球贝类学的先驱和研究无脊椎动物的权威，是美国各个科学学会以及许多欧洲科学学会（包括倫敦皇家學會）的成员。

## 家庭
古尔德的父亲纳撒尼尔·杜伦·古尔德（Nathaniel Duren Gould，1781年－1864年）是一位音乐老师，其书法在当地也有一定的名气。

## 延伸阅读
- 斯特林·凯尔编，《古尔德·奥古斯都·爱迪生》美国和加拿大博物学家和环保主义者传记词典. 格林伍德出版社. 1997